# Leptostylus bruesi
Leptostylus bruesi là một loài bọ cánh cứng trong họ Cerambycidae.